# Antonio La Torre
Antonio La Torre (Manfredonia, 1º dicembre 1956) è un allenatore di atletica leggera italiano specializzato nella marcia.

## Biografia
Trasferitosi con la famiglia a Milano all'età di nove anni, ha frequentato l'ISEF all'Università statale diplomandosi nel 1983. Dieci anni dopo si è laureato in Scienze e tecniche delle attività fisiche e sportive all'Università di Digione, in Francia. È stato docente di educazione fisica presso il liceo Casiraghi di Cinisello Balsamo dal 1987 al 2001 e dal 2002 è professore associato di Metodi e Didattiche dell'Attività Sportiva presso la Scuola di Scienze Motorie dell'Università degli Studi di Milano.
Nel 2004 è stato insignito dell'onorificenza di Ufficiale dell'Ordine al merito della Repubblica italiana.
Nel 2017 è entrato a far parte della Federazione Italiana di Atletica Leggera come responsabile del comparto endurance e dal settembre 2018 è Direttore Tecnico FIDAL delle squadre nazionali assolute. È membro del comitato editoriale della rivista Atleticastudi della stessa FIDAL e Senior Lecturer della World Athletics dal 2008.

## Atleti allenati
Tra i tanti atleti allenati da La Torre, figurano i seguenti azzurri:
- Ivano Brugnetti (campione del mondo della marcia 50 km nel 1999 e campione olimpico della marcia 20 km nel 2004)
- Raffaello Ducceschi (quinto classificato nella marcia 50 km alle Olimpiadi del 1984)
- Giuseppe De Gaetano (sesto classificato nella marcia 50 km ai campionati mondiali del 1991)
- Alessandro Gandellini (settimo classificato nella marcia 20 km alle Olimpiadi del 2000)

## Pubblicazioni
- Antonio La Torre (a cura di), Allenare per vincere, Roma, SDS, 2016, ISBN 978-88-97337-16-4.

È inoltre autore di oltre cento articoli scientifici pubblicati su diverse riviste italiane e internazionali.